# Distretto di Kompiam-Ambum
Il distretto di Kompiam-Ambum, in inglese Kompiam-Ambum District, è un distretto della Papua Nuova Guinea appartenente alla provincia di Enga. Ha una superficie di 2.963 km² e 77.000 abitanti (stima nel 2000)

## Geografia antropica

### Suddivisioni amministrative
Il distretto è suddiviso in tre aree di governo locale:
- Ambum Rural
- Kompiam Rural
- Wapi Rural